# Ново-Село (Русенская область)
Ново-Село (болг. Ново село) — село в Болгарии. Находится в Русенской области, входит в общину Русе. Население составляет 1 221 человек.

## Политическая ситуация
В местном кметстве Ново-Село, в состав которого входит Ново-Село, должность кмета (старосты) исполняет Стефка Николаева Цанева (Болгарская социалистическая партия (БСП)) по результатам выборов правления кметства.
Кмет (мэр) общины Русе — Божидар Иванов Йотов (инициативный комитет) по результатам выборов в правление общины.